# Furacão Fred (2009)
O furacão Fred um dos furacões de categoria 3 ou superior na escala de furacões de Saffir-Simpson que se formaram mais a leste na bacia do Atlântico Norte na história. Formando-se de uma forte onda tropical em 7 de setembro próximo das ilhas do Cabo Verde, Fred organizou-se gradualmente situado numa região com cisalhamento do vento moderado. No dia seguinte, o cisalhamento diminuiu, e a tempestade começou a se intensificar e a desenvolver bandas curvadas de tempestade em torno de seu centro ciclônico. No dia seguinte, Fred tornou-se um furacão e sofreu rápida intensificação naquela noite, atingindo seu pico de intensidade como um furacão de categoria 3, com ventos máximos sustentados de 195 km/h e uma pressão atmosférica central mínima de 958 hPa. Pouco depois de alcançar esta intensidade, o furacão começou a se enfraquecer assim que começou a intrusão de uma massa de ar mais seco e o aumento do cisalhamento do vento, dificultando a atividade convectiva.
Em 10 de setembro, Fred manteve a intensidade de um furacão de categoria 2 antes de se enfraquecer para um furacão de categoria 1. A tendência de enfraquecimento do furacão continuou em 11 de setembro assim que a atividade convectiva ficava mais desorganizada. Mais tarde naquele dia, Fred se enfraqueceu para uma tempestade tropical, e em 12 de setembro, já não havia mais áreas de convecção profunda em torno de seu centro ciclônico de baixos níveis, deixando-o exposto, livre de nuvens. A tempestade se degenerou para uma área de baixa pressão remanescente mais tarde naquele dia, e o Centro Nacional de Furacões emitiu seu aviso final sobre o sistema. Antes de se intensificar para uma depressão tropical, o sistema precursor de Fred produziu chuvas moderadas a fortes no sul da Ilhas do Cabo Verde, levando ao cancelamento de dois voos, além de vários atrasos. Quase duas semanas após Fred ter se degenerado para uma área baixa pressão remanescente, o sistema remanescente seguiu sobre o sudeste dos Estados Unidos, e produziu inundações generalizadas, sobretudo na Geórgia, deixando dez mortos e mais de 500 milhões de dólares em danos.

## História meteorológica

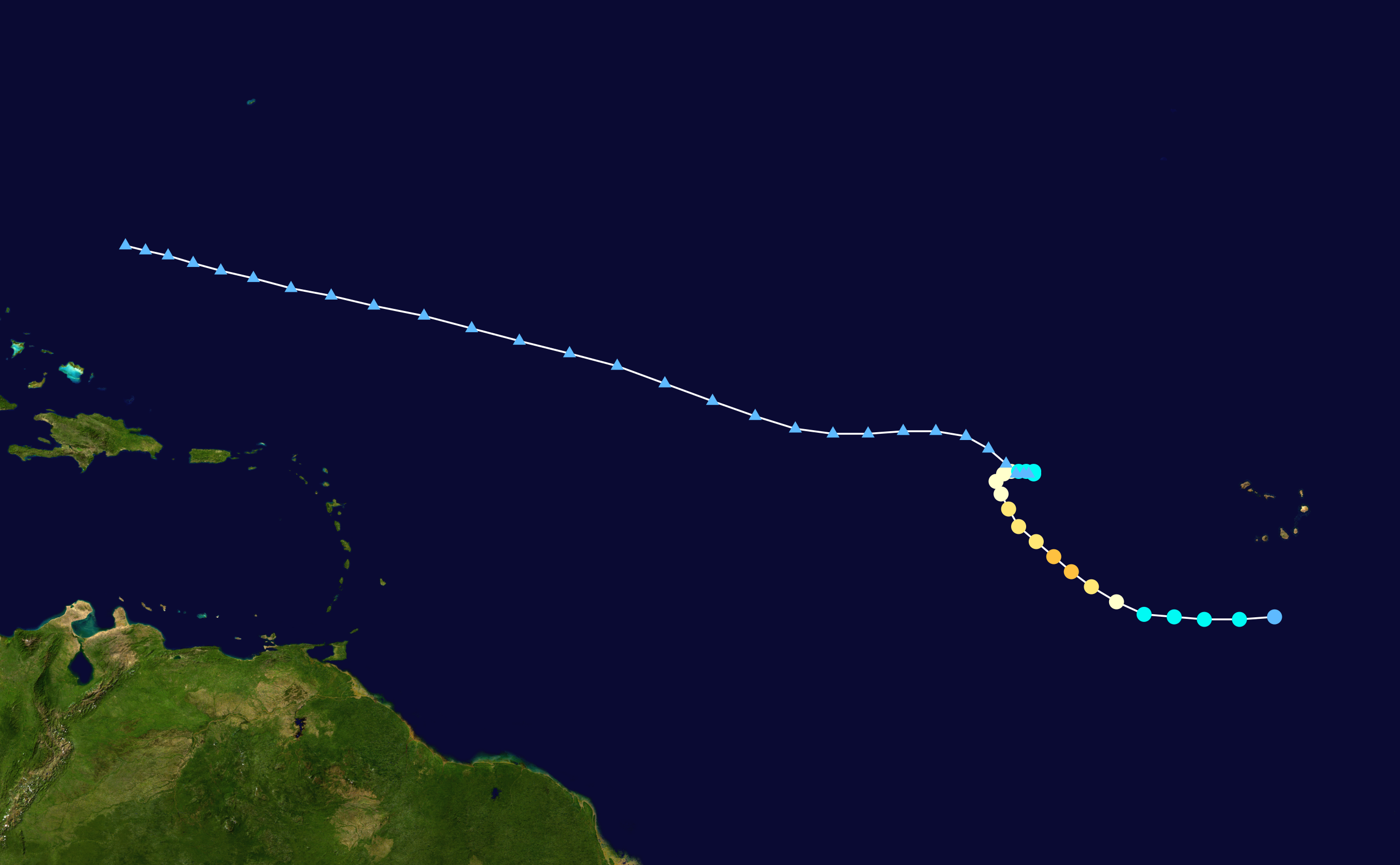
O caminho de Fred

O furacão Fred originou-se de uma forte onda tropical que deixou a costa ocidental da África em 6 de setembro. As condições meteorológicas à frente do sistema favoreceram o desenvolvimento da perturbação, e foi previsto que o sistema iria se desenvolver lentamente para um ciclone tropical significativo. No dia seguinte, a onda seguiu ao sul da ilhas de Cabo Verde. No entanto, estava suficientemente próximo para trazer aguaceiros e rajadas de vento para ilhas de Sotavento do arquipélago. Naquele momento, o Centro Nacional de Furacões (NHC) previu que o sistema iria se organizar numa depressão tropical. Ao passar próximo de Cabo Verde, uma ampla área de baixa pressão desenvolveu-se em associação à onda tropical. Com a organização do sistema, o NHC afirmou que a área de baixa pressão tinha se intensificado para uma depressão tropical, a sétima da temporada de furacões no Atlântico de 2009, e emitiu seu primeiro aviso sobre o sistema. Ao ser classificado como uma depressão tropical, o sistema estava localizado a cerca de 
260 km ao sul das ilhas de Sotavento de Cabo Verde.

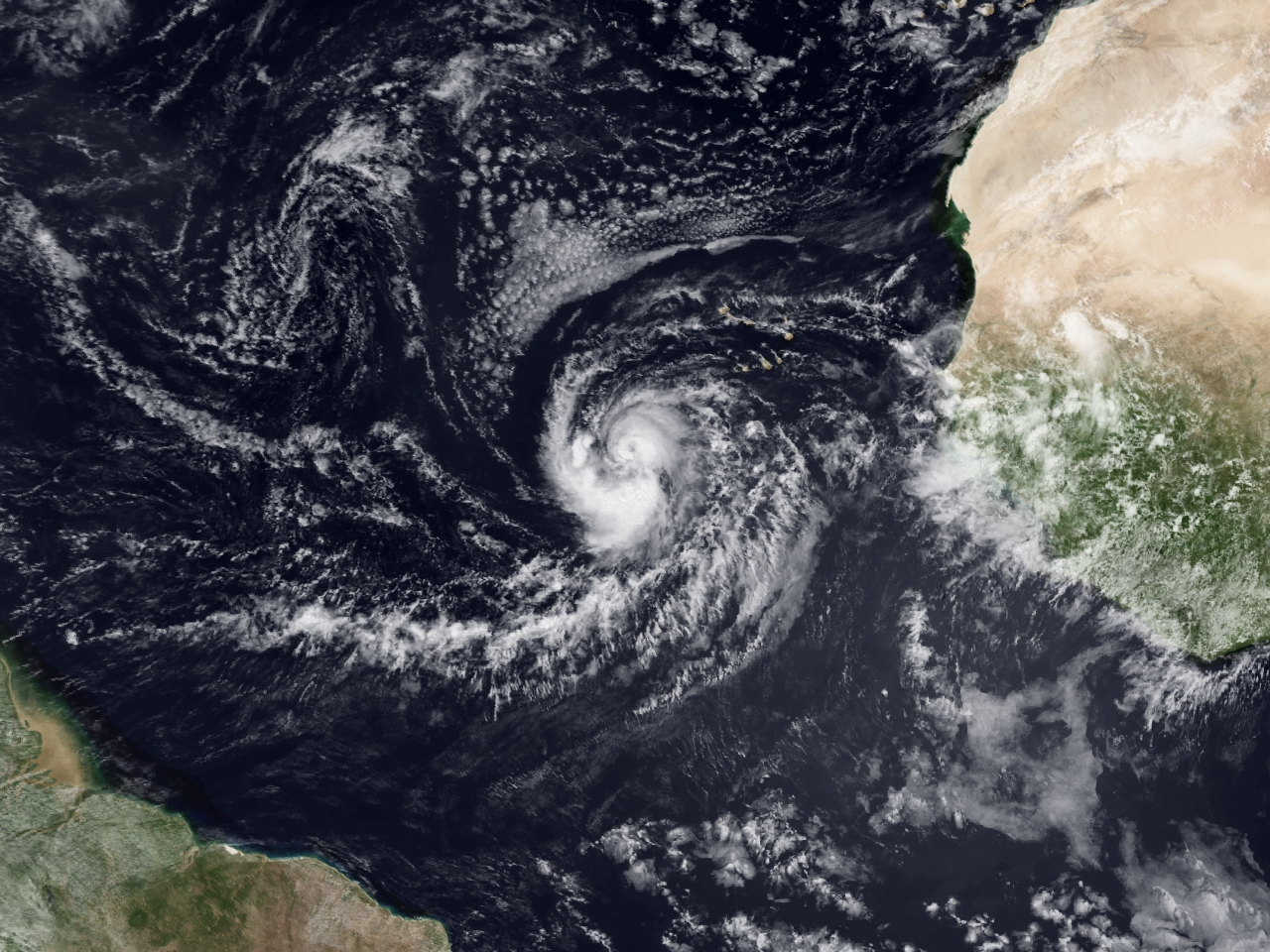
A tempestade tropical Fred em 8 de setembro

No momento em que o sistema foi classificado para uma depressão tropical, o NHC observou que o centro de circulação estava difícil de ser localizado, e que a circulação ciclônica de médios níveis estava deslocada da circulação de baixos níveis. O ciclone seguiu praticamente para oeste, em resposta a uma pequena e estreita área de alta pressão ao seu norte. O cisalhamento do vento moderado deslocou inicialmente a atividade convectiva para o quadrante oeste da depressão. Várias horas depois de ser classificada, o NHC classificou a depressão para a tempestade tropical Fred; esse foi o primeiro uso do nome "Fred" na bacia Atlântica o nome "Fabian" ser retirado definitivamente da lista de nomes de furacões no Atlântico após os grandes danos causados durante em 2003. Logo em seguida, começaram a se formar em associação à tempestade bandas curvadas de tempestade, com grande atividade de aguaceiros e trovoadas. O sistema continuou a se organizar, com as bandas de curvadas de tempestade ficando mais organizada dentro de poucas, além de fluxos de saída de altos níveis bem estabelecidas em torno da tempestade.
Na tarde de 8 de setembro, um olho começou a se desenvolver dentro de um centro denso nublado. Mais tarde naquele dia, Fred intensificou-se para um furacão de categoria 1, com ventos máximos estimados 120 km/h. Na manhã de 9 de setembro, imagens de satélite indicavam que Fred tinha sofrido rápida intensificação e alcançou a intensidade de um furacão de categoria 2. Isto resultou na formação de um olho com 19 km de diâmetro, indicando baixo cisalhamento do vento e águas quentes oceânicas. Essa tendência de intensificação continuou por mais algumas horas, e Fred atingiu seu pico de intensidade como um grande furacão ao se intensificar para um furacão de categoria 3 na escala de furacões de Saffir-Simpson, com ventos máximos sustentados de 195 km/h e uma pressão atmosférica central mínima de 958 hPa.

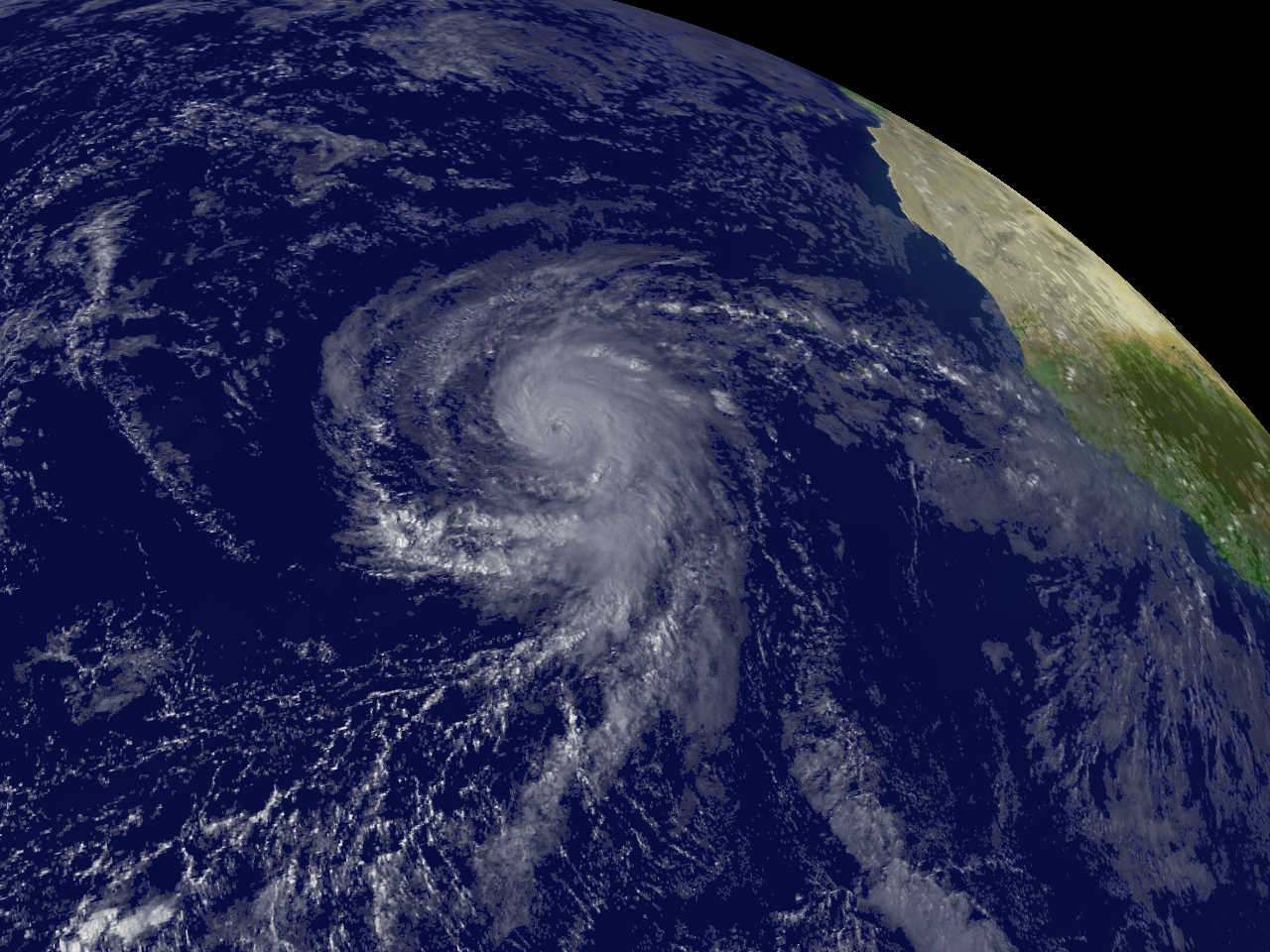
Imagem de satélite mostrando a proximidade do furacão Fred com a África

Horas depois de atingir seu pico de intensidade, Fred começou a se enfraquecer assim que nuvens começaram a preencher o olho. Naquele momento, o furacão estava começando a seguir para noroeste assim que a área de alta pressão ao seu norte se enfraqueceu. A tendência de enfraquecimento da tempestade continuou assim que uma massa de ar mais seco começou a corroer as áreas de convecção profunda ao longo da borda sul do sistema. O olho do furacão já não estava mais presente em imagens de satélite e o cisalhamento do vento havia se intensificado para níveis moderados. As áreas de convecção profunda ficaram mais alongadas gradualmente em resposta ao aumento do cisalhamento, e os fluxos de saída estavam essencialmente restritos ao quadrante nordeste do furacão. Em 10 de setembro, o centro de circulação de médios níveis foi deslocado do centro de circulação de baixos níveis. Em 11 de setembro, o padrão das áreas de convecção de Fred  já não estava dotado de qualquer organização, e o NHC desclassificou o furacão para uma tempestade tropical. O cisalhamento do vento e a intrusão de ar mais seco finalmente começaram a enfraquecer definitivamente o sistema. Naquele momento, não havia áreas de convecção profunda associada com a circulação ciclônica de Fred, deixando o centro totalmente exposto, livre de nuvens. A tempestade se degenerou para uma área de baixa pressão remanescente mais tarde naquele dia, e o Centro Nacional de Furacões Emitiu seu aviso final sobre o sistema.

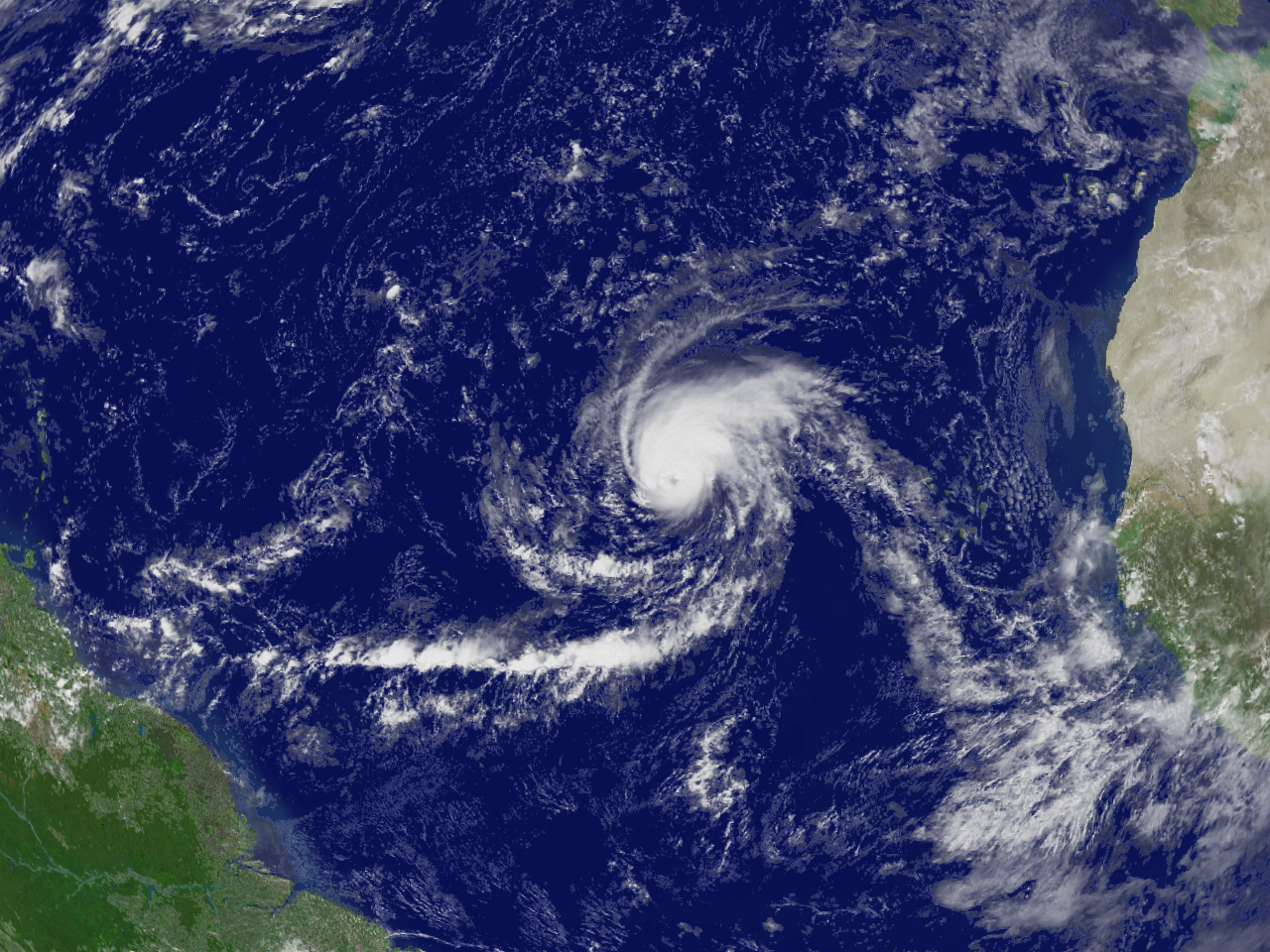
O furacão Fred começando a se enfraquecer em 10 de setembro

Em 13 de setembro, apesar de estar em uma região com condições meteorológicas extremamente hostis, com cisalhamento do vento muito alta, novas áreas de convecção profunda voltaram a se formar próximas ao centro ciclônico de Fred, e regeneração do sistema para um ciclone tropical era visto como uma possibilidade. Dois dias depois, o NHC observou que as condições meteorológicas poderiam se tornar marginalmente mais favoráveis para a regeneração do sistema. Em 16 de setembro, a circulação de Fred ficou menos definida e apenas áreas de  convecção intermitentes persistiram em associação à perturbação. Em 17 de setembro, a circulação remanescente ficou mais desorganizada, e o sistema dissipou-se mais tarde naquele dia. No entanto, horas mais tarde, uma nova área de baixa pressão formou-se em associação com o sistema remanescente de Fred a cerca de 845 km ao sul das Bermudas. A circulação de Fred foi notada pelo NHC na tarde de 20 de setembro, a várias centenas de quilômetros a nordeste das Bahamas. No dia seguinte, a umidade relacionada ao sistema estava se aproximando da costa leste da Flórida. Vários dias depois, o sistema que havia sido um grande furacão seguiu sobre a terra, produzindo chuvas torrenciais, que causaram inundações generalizadas. Segundo especialistas, o sistema remanescente de Fred causou as piores enchentes na Geórgia em mais 
de 100 anos.

## Perspectiva histórica e impactos
Nos últimos 158 anos em que a bacia de furacões no Atlântico tem sido exaustivamente estudada, houve apenas duas tempestades de Fred que atingiram a intensidade de um furacão de categoria 3 na escala de furacões de Saffir-Simpson a leste do meridiano 35°W. Estes sistemas foram um furacão sem nome em 1926, e o furacão Frances, em 1980. Frances tornou-se um grande furacão mais ao sul e leste do que Fred e do furacão de 1926. No entanto, Fred foi o mais intenso dos três, atingindo ventos de 195 km/h e uma pressão atmosférica central mínima de 958 hPa. Em uma das discussões do NHC sobre o furacão Fred, foi mencionado que, devido à localização incomum de uma tempestade de sua intensidade, outros sistemas de intensidade semelhante provavelmente passaram despercebidos antes do advento das primeiras imagens de satélite, durante a década de 1960.
Várias horas antes de ser declarada como uma depressão tropical, o sistema precursor de Fred produziu chuvas moderadas e fortes ventos em todo o sul de Cabo Verde. Em Praia, capital de Cabo Verde, apenas vestígios de chuva, menos de 2,5 mm, caíram em 7 de setembro, e os ventos atingiram 35 km/h. Os ventos aumentaram e as fortes chuvas levaram ao cancelamento de dois voos, e vários outros foram adiados. Depois de atravessar todo o Atlântico Norte tropical, o sistema remanescente de Fred seguiu posteriormente para o sudeste dos Estados Unidos e produziu chuvas torrenciais generalizadas. A precipitação acumulada chegou 510 mm nos arredores de Atlanta, Geórgia. As inundações resultantes das chuvas mataram pelo menos dez pessoas e causou mais de 250 milhões de dólares em prejuízos.